# Scala ZZ
La scala ZZ nel modellismo ferroviario indica un rapporto di riduzione di 1:300 con scartamento da 4,5 mm. Questo rapporto di riduzione è stato adottato solo dal produttore giapponese Bandai; la scelta di materiale rotabile è molto ridotta essendo stati messi in vendita solo alcuni treni Shinkansen e treni suburbani.